# The Needle Drop
The Needle Drop là một blog/vlog được sáng tạo bởi Anthony Fantano (sinh ngày 28 tháng 10 năm 1985), người tự mô tả mình là "con mọt âm nhạc bận rộn nhất Internet" ("the Internet's Busiest Music Nerd"), Fantano phê bình đánh giá nhiều thể loại nhạc dưới hình thức video và audio. The Needle Drop bắt đầu vào mùa thu 2007, và phê bình đánh giá âm nhạc bắt đầu từ 2009. Blog phê bình album, bài hát và đôi khi "câu hỏi của tuần" hay danh sách.

## Các giải thưởng cuối năm

### Album của Năm
| Năm  | Nghệ sĩ         | Album               | Quốc gia  | Top 5 Albums                                                               | Nguồn |
| ---- | --------------- | ------------------- | --------- | -------------------------------------------------------------------------- | ----- |
| 2009 | Fever Ray       | Fever Ray           | Thụy Điển | - 5th: The Pains of Being Pure at Heart - The Pains of Being Pure at Heart | [ 2 ] |
| 2010 | LCD Soundsystem | This Is Happening   | Hoa Kỳ    | - 5th: Beach House – Teen Dream                                            | [ 3 ] |
| 2011 | Fleet Foxes     | Helplessness Blues  | Hoa Kỳ    | - 5th: PJ Harvey – Let England Shake                                       | [ 4 ] |
| 2012 | Death Grips     | The Money Store     | Hoa Kỳ    | - 5th: Fiona Apple – The Idler Wheel...                                    | [ 5 ] |
| 2013 | Tim Hecker      | Virgins             | Canada    | - 5th: Melt-Banana – Fetch                                                 | [ 6 ] |
| 2014 | Swans           | To Be Kind          | Hoa Kỳ    | - 5th: Freddie Gibbs và Madlib – Piñata                                    | [ 7 ] |
| 2015 | Kendrick Lamar  | To Pimp A Butterfly | Hoa Kỳ    | - 5th: Julia Holter – Have You In My Wilderness                            | [ 8 ] |

### EP của Năm
| Năm  | Nghệ sĩ                  | EP                                         | Quốc gia          | Nguồn  |
| ---- | ------------------------ | ------------------------------------------ | ----------------- | ------ |
| 2010 | The Tallest Man on Earth | Sometimes the Blues Is Just a Passing Bird | Thụy Điển         | [ 9 ]  |
| 2011 | Nicolas Jaar             | Don't Break My Love                        | Hoa Kỳ            | [ 10 ] |
| 2012 | TNGHT                    | TNGHT                                      | Canada · Scotland | [ 11 ] |
| 2013 | Milo                     | Things That Happen At Day                  | Hoa Kỳ            | [ 12 ] |
| 2014 | Girl Talk & Freeway      | Broken Ankles                              | Hoa Kỳ            | [ 13 ] |
| 2015 | FKA twigs                | M3LL155X                                   | Anh Quốc          | [ 14 ] |

### Đĩa đơn của Năm
| Năm  | Nghệ sĩ         | Đĩa đơn                 | Quốc gia  | Nguồn  |
| ---- | --------------- | ----------------------- | --------- | ------ |
| 2010 | LCD Soundsystem | "I Can Change"          | Hoa Kỳ    | [ 15 ] |
| 2011 | Fleet Foxes     | "Helplessness Blues"    | Hoa Kỳ    | [ 16 ] |
| 2012 | Death Grips     | "The Fever (Aye Aye)"   | Hoa Kỳ    | [ 17 ] |
| 2013 | The Knife       | "A Tooth for an Eye"    | Thụy Điển | [ 18 ] |
| 2014 | Liars           | "Mess On A Mission"     | Hoa Kỳ    | [ 19 ] |
| 2015 | Kendrick Lamar  | "The Blacker The Berry" | Hoa Kỳ    | [ 20 ] |

## Album kinh điển
| Năm  | Nghệ sĩ                     | Album                                          | Quốc gia | Nguồn  |
| ---- | --------------------------- | ---------------------------------------------- | -------- | ------ |
| 1964 | Roland Kirk                 | I Talk with the Spirits                        | Hoa Kỳ   | [ 21 ] |
| 1965 | Bob Dylan                   | Highway 61 Revisited[A]                        | Hoa Kỳ   | [ 22 ] |
| 1965 | Nina Simone                 | Pastel Blues                                   | Hoa Kỳ   | [ 23 ] |
| 1967 | The Velvet Underground      | The Velvet Underground & Nico                  | Hoa Kỳ   | [ 24 ] |
| 1968 | Johnny Cash                 | At Folsom Prison                               | Hoa Kỳ   | [ 25 ] |
| 1969 | Frank Zappa                 | Hot Rats                                       | Hoa Kỳ   | [ 26 ] |
| 1969 | King Crimson                | In the Court of the Crimson King               | Anh Quốc | [ 27 ] |
| 1970 | Miles Davis                 | Bitches Brew                                   | Hoa Kỳ   | [ 28 ] |
| 1971 | Marvin Gaye                 | What's Going On                                | Hoa Kỳ   | [ 29 ] |
| 1972 | Yes                         | Close to the Edge[A]                           | Anh Quốc | [ 30 ] |
| 1974 | Tangerine Dream             | Phaedra[A]                                     | Đức      | [ 31 ] |
| 1977 | Kraftwerk                   | Trans-Europe Express                           | Đức      | [ 32 ] |
| 1979 | Joy Division                | Unknown Pleasures                              | Anh Quốc | [ 33 ] |
| 1982 | Dead Kennedys               | Plastic Surgery Disasters                      | Hoa Kỳ   | [ 34 ] |
| 1982 | Iron Maiden                 | The Number of the Beast                        | Anh Quốc | [ 35 ] |
| 1984 | Prince & The Revolution     | Purple Rain                                    | Hoa Kỳ   | [ 36 ] |
| 1985 | Kate Bush                   | Hounds of Love                                 | Anh Quốc | [ 37 ] |
| 1988 | N.W.A                       | Straight Outta Compton[A]                      | Hoa Kỳ   | [ 38 ] |
| 1990 | Fugazi                      | Repeater                                       | Hoa Kỳ   | [ 39 ] |
| 1991 | My Bloody Valentine         | Loveless                                       | Ireland  | [ 40 ] |
| 1991 | A Tribe Called Quest        | The Low End Theory                             | Hoa Kỳ   | [ 41 ] |
| 1991 | Slint                       | Spiderland[A]                                  | Hoa Kỳ   | [ 42 ] |
| 1993 | Nirvana                     | In Utero[A]                                    | Hoa Kỳ   | [ 43 ] |
| 1993 | Wu-Tang Clan                | Enter the Wu-Tang (36 Chambers)                | Hoa Kỳ   | [ 44 ] |
| 1996 | DJ Shadow                   | Endtroducing.....[A]                           | Hoa Kỳ   | [ 45 ] |
| 1998 | Neutral Milk Hotel          | In the Aeroplane Over the Sea                  | Hoa Kỳ   | [ 46 ] |
| 2000 | Radiohead                   | Kid A                                          | Anh Quốc | [ 47 ] |
| 2000 | Godspeed You! Black Emperor | Lift Your Skinny Fists Like Antennas to Heaven | Canada   | [ 48 ] |
| 2001 | The Microphones             | The Glow, Pt. 2[A]                             | Hoa Kỳ   | [ 49 ] |
| 2004 | Madvillain                  | Madvillainy                                    | Hoa Kỳ   | [ 50 ] |

A Album sẽ được phát hành vào Classics Week cuối năm, nhưng được ra mắt sớm cho các fan đóng góp ít nhất $5 USD cho The Needle Drop.

## Album được cho điểm 10
| Năm  | Nghệ sĩ         | Album               | Quốc gia | Nguồn  |
| ---- | --------------- | ------------------- | -------- | ------ |
| 2012 | Death Grips     | The Money Store     | Hoa Kỳ   | [ 52 ] |
| 2014 | Swans           | To Be Kind          | Hoa Kỳ   | [ 53 ] |
| 2015 | Kendrick Lamar  | To Pimp a Butterfly | Hoa Kỳ   | [ 54 ] |
| 2018 | Kids See Ghosts | Kids See Ghosts     | Hoa Kỳ   | [ 55 ] |